# Tokyo Metropolitan University

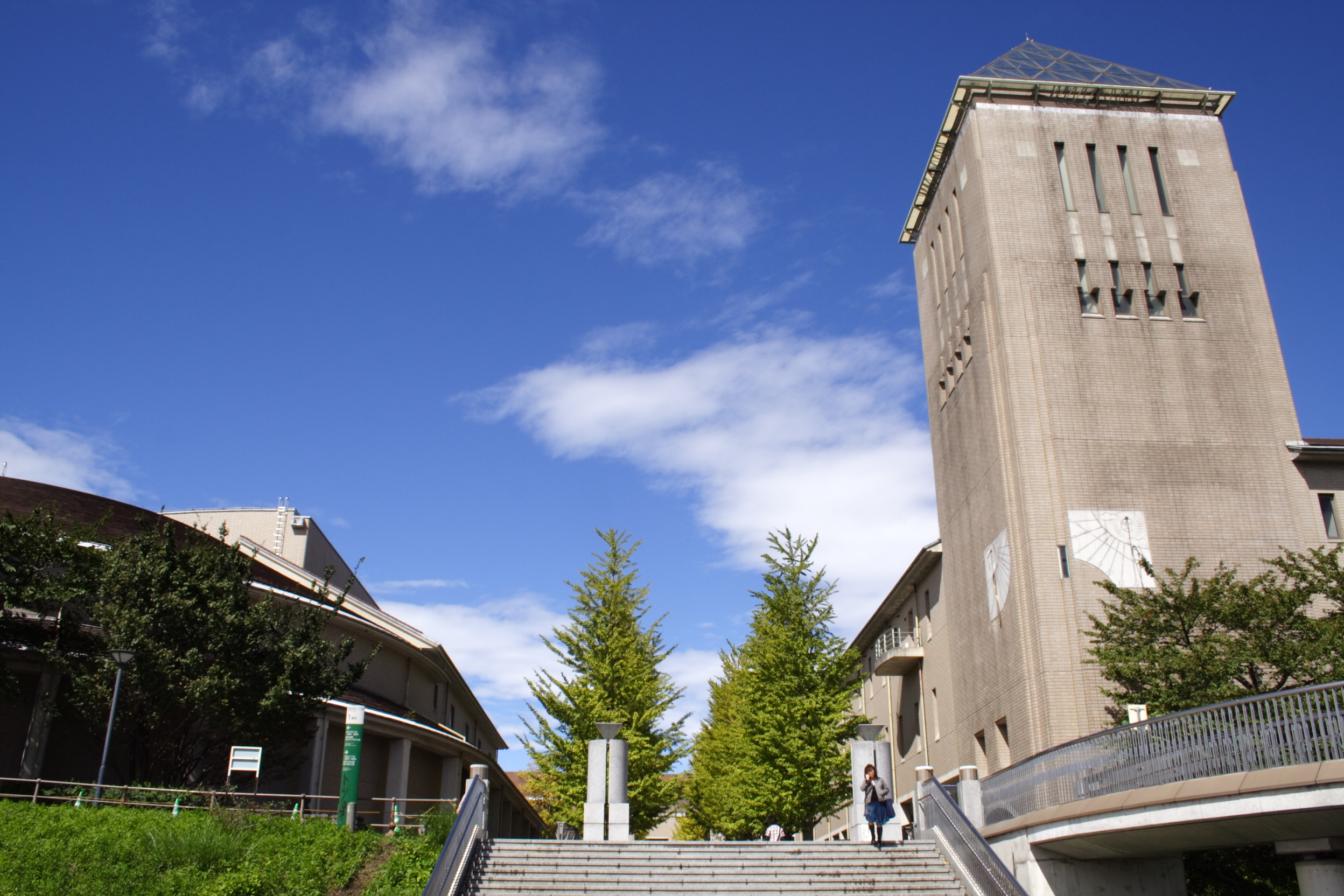
Metropolische Universität Tokio

Die Tokyo Metropolitan University (engl. für jap. 東京都立大学, Tōkyō Toritsu Daigaku; wörtlich übersetzt: „Präfekturuniversität Tokio“) ist eine öffentliche Universität in der Präfektur Tokio (engl. Eigenübersetzung "Tokyo Metropolis").
Die meisten Einrichtungen liegen auf dem Minamiōsawa-Campus in Hachioji, weitere auf den Hino-Campus, Arakawa-Campus und dem Harumi-Campus in Chūō. Die Universität hat ein Studentenaustauschprogramm mit der Yale-Universität und der Universität Wien.

## Geschichte
Die Universität entstand am 31. März 2005 aus der Zusammenlegung der Präfekturhochschulen Tōkyō-toritsu Daigaku (東京都立大学, „Präfekturuniversität Tokio“), von der sie auch ihren englischen Namen übernahm, der Tōkyō-toritsu Kagaku Gijutsu Daigaku (東京都立科学技術大学, „Präfekturuniversität Tokio der Naturwissenschaften und Technologie“), Tōkyō-toritsu Hoken Kagaku Daigaku (東京都立保健科学大学, „Präfekturuniversität Tokio der Gesundheitswissenschaften“) und der Tōkyō-toritsu Tanki Daigaku (東京都立短期大学, „Kurzhochschule Tokio“).
Erste Pläne dafür stammen aus dem Jahr 1999, als Gouverneur Shintarō Ishihara nach seiner Wahl einen Renovierungsplan vorstellte der vorsah, alle vier Präfekturuniversitäten in einer einzigen zusammenzufassen, um die Verwaltung zu verschlanken. Dazu wurde als erster Schritt eine neue Behörde, die Verwaltungsbehörde für Präfekturuniversitäten gegründet, ohne dass sich in der Universitätsstruktur etwas ändern sollte. Nach seiner Wiederwahl 2003 verschärfte Ishihara seinen Vorschlag und forderte nun, eine neue Universität zu gründen, was auf heftigen Widerstand in den Universitäten traf. So wechselten nach der Auflösung der Tōkyō-toritsu Daigaku vor allem Professoren der Volkswirtschaftslehre aus Protest an ein neu gegründetes Forschungsinstitut der Nihon-Universität, so dass die Wirtschaftswissenschaftliche Fakultät nicht mehr erhalten werden konnte. Die verbliebenen Professoren der Betriebswirtschaftslehre und Wirtschaftsgeschichte gehören nunmehr als Unterabteilung für Betriebswirtschaftslehre zur Fakultät für Städtische Liberal Arts.